# Opactwo Brauweiler
Opactwo Brauweiler (niem. Abtei Brauweiler) – były benedyktyński klasztor w Brauweiler, obecnie dzielnicy Pulheimu, w Niemczech.
Klasztor ufundował Ehrenfried Ezzon, ojciec Rychezy, królowej Polski, żony Mieszka II, która zmarła w tym opactwie w 1063 roku.
W budynkach opactwa mieści się obecnie LVR-Amt für Denkmalpflege im Rheinland – „Urząd Ochrony Zabytków Reńskich”.

## Opaci
- 1030-1054 Ello[2].